# 第一次博格拉内阁
第一次穆罕默德·阿里·博格拉内阁成立于1953年4月17日，内阁首长为前巴基斯坦驻美国大使穆罕默德·阿里·博格拉。博格拉致力于完成制宪工作，提出了“博格拉方案”（英语：Bogra Formula），试图平衡西巴基斯坦和孟加拉之间的权力。该方案受到了东西巴基斯坦国民的普遍欢迎，然而，制宪议会在1954年试图修改1935年印度政府法案以限制总督权力，结果遭马利克·吴拉姆·穆罕默德总督解散，博格拉方案便也不了了之。制宪议会于1954年10月24日解散后，内阁也同时解散，不过吴拉姆·穆罕默德总督随后让博格拉组织了第二次内阁。
本届内阁任职期间，东孟加拉举行了选举。反对派领袖A·K·法兹勒·哈克将人民穆斯林联盟、农民劳工党、伊斯兰制度党、民主党四党集结为统一阵线，在选举中大败穆斯林联盟。然而，法兹勒·哈克政府在上台后仅仅过了两个月，就被博格拉内阁强制解散。

## 内阁阁僚
| 第一次博格拉内阁     | 第一次博格拉内阁 | 第一次博格拉内阁           | 第一次博格拉内阁 | 第一次博格拉内阁 | 第一次博格拉内阁             | 第一次博格拉内阁        |
| 职位                 | 肖像             | 部长                       |                  | 政党             | 任期                         | 注释                    |
| -------------------- | ---------------- | -------------------------- | ---------------- | ---------------- | ---------------------------- | ----------------------- |
| 总理                 |                  | 穆罕默德·阿里·博格拉       |                  | 穆斯林联盟       | 1953年4月17日-1954年10月24日 |                         |
| 财政部长             |                  | 乔杜里·穆罕默德·阿里       |                  | 穆斯林联盟       | 1953年4月17日-1954年10月24日 | 蝉联                    |
| 经济事务部长         |                  | 乔杜里·穆罕默德·阿里       |                  | 穆斯林联盟       | 1953年4月17日-1954年10月24日 |                         |
| 外交和英联邦关系部长 |                  | 穆罕默德·查弗鲁拉·汗       |                  | 穆斯林联盟       | 1953年4月17日-1954年10月24日 | 蝉联                    |
| 国防部长             |                  | 穆罕默德·阿里·博格拉       |                  | 穆斯林联盟       | 1953年4月17日-1954年10月24日 |                         |
| 商务部长             |                  | 穆罕默德·阿里·博格拉       |                  | 穆斯林联盟       | 1953年4月17日-1953年12月7日  |                         |
| 商务部长             |                  | 塔法扎尔·阿里              |                  | 穆斯林联盟       | 1953年12月7日-1954年10月4日  |                         |
| 商务部长             |                  | 阿卜杜勒·加尧姆·汗         |                  | 穆斯林联盟       | 1954年10月4日-1954年10月24日 |                         |
| 工业部长             |                  | 阿卜杜勒·加尧姆·汗         |                  | 穆斯林联盟       | 1953年4月18日-1954年10月24日 |                         |
| 法律部长             |                  | A·K·布罗希                 |                  | 穆斯林联盟       | 1953年4月17日-1954年10月24日 |                         |
| 劳工部长             |                  | 阿卜杜勒·穆塔利布·马利克   |                  | 穆斯林联盟       | 1953年4月17日-1954年10月24日 | 蝉联                    |
| 内政部长             |                  | 穆什塔克·艾哈迈德·古尔马尼 |                  | 穆斯林联盟       | 1953年4月17日-1954年10月24日 | 蝉联                    |
| 信息和广播部长       |                  | 舒艾卜·库雷希              |                  | 穆斯林联盟       | 1953年4月18日-1954年5月30日  |                         |
| 信息和广播部长       |                  | 穆罕默德·阿里·博格拉       |                  | 穆斯林联盟       | 1954年5月30日-1954年9月5日   |                         |
| 信息和广播部长       |                  | A·K·布罗希                 |                  | 穆斯林联盟       | 1954年9月5日-1954年10月24日  |                         |
| 通信部长             |                  | 萨达尔·巴哈杜尔·汗         |                  | 穆斯林联盟       | 1953年4月17日-1954年10月24日 | 蝉联                    |
| 教育部长             |                  | 伊什蒂亚克·侯赛因·库雷希   |                  | 穆斯林联盟       | 1953年4月17日-1954年10月24日 |                         |
| 工程部长             |                  | 阿卜杜勒·穆塔利布·马利克   |                  | 穆斯林联盟       | 1953年4月17日-1954年10月24日 | 蝉联                    |
| 粮食部长             |                  | 阿卜杜勒·加尧姆·汗         |                  | 穆斯林联盟       | 1953年4月18日-1954年10月24日 |                         |
| 农业部长             |                  | 阿卜杜勒·加尧姆·汗         |                  | 穆斯林联盟       | 1953年4月18日-1954年10月24日 |                         |
| 卫生部长             |                  | 阿卜杜勒·穆塔利布·马利克   |                  | 穆斯林联盟       | 1953年4月18日-1954年10月24日 | 蝉联                    |
| 难民和善后部长       |                  | 舒艾卜·库雷希              |                  | 穆斯林联盟       | 1953年4月18日-1954年10月24日 |                         |
| 克什米尔事务部长     |                  | 舒艾卜·库雷希              |                  | 穆斯林联盟       | 1953年4月18日-1954年10月24日 |                         |
| 土邦和边境区部长     |                  | 穆什塔克·艾哈迈德·古尔马尼 |                  | 穆斯林联盟       | 1953年4月17日-1954年10月24日 |                         |
| 议会事务部长         |                  | A·K·布罗希                 |                  | 穆斯林联盟       | 1953年4月17日-1953年12月7日  | 1953年12月7日改国务部长 |
| 少数民族事务部长     |                  | A·K·布罗希                 |                  | 穆斯林联盟       | 1953年4月17日-1953年12月7日  | 1953年12月7日改国务部长 |
| 国务部长             |                  |                            |                  |                  |                              |                         |
| 国防国务部长         |                  | 阿米尔·阿扎姆·汗           |                  | 穆斯林联盟       | 1953年12月7日-1954年10月24日 |                         |
| 财政国务部长         |                  | 穆尔塔扎·拉扎·乔杜里       |                  | 穆斯林联盟       | 1953年12月7日-1954年10月24日 |                         |
| 议会事务国务部长     |                  | 吉亚斯丁·帕坦              |                  | 穆斯林联盟       | 1953年12月7日-1954年10月24日 |                         |
| 农业国务部长         |                  | 吉亚斯丁·帕坦              |                  | 穆斯林联盟       | 1953年12月7日-1954年10月24日 |                         |
| 少数民族事务国务部长 |                  | 吉亚斯丁·帕坦              |                  | 穆斯林联盟       | 1953年12月7日-1954年10月24日 |                         |